# 阿達一族
《阿達一族》（英語：The Addams Family）是由美國漫畫家查爾斯·亞當斯所首創的一個虛構家庭成員，他們最初出現在1938年至1988年於《紐約客》連載的雜誌單面漫畫。並在後來改編為其他媒體，例如電視、電影、電子遊戲、漫畫書、音樂劇和商品等領域。
阿達一族的主軸是對於戰後美國理想的中產階級核心家庭的倒置諧仿：以一個古怪的老錢家族，他們喜歡可怕、驚悚的事情，似乎沒有意識、或不介意其他人對他們的看法。直到1964年的電視系列節目中，阿達一族的家庭成員們才被命名。當前其家庭成員包括高魔子(或譯哥梅茲)·阿達、魔帝女·阿達，他們的孩子星期三和帕斯利，以及親密的家庭成員費斯特叔叔和祖母，其他登場的角色包括管家路奇、小寵物「小手」和帕斯利的寵物章魚亞里士多德。哥梅茲的堂兄伊特、魔帝女的寵物獅子吉蒂凱特和食肉植物埃及豔后於則於後來的作品登場。
1964年，一部以《阿達一族》為主題真人電視連續劇在ABC首播並播出了兩季。它隨後啟發了一部名為萬聖節的電視電影，一部無關的動畫系列於1973年播出，1990年代起，隨著《阿達一族》(1991)以及《阿達一族2》(1993)的上映獲得熱烈迴響及極高的評價使得系列復興。這些電影激發了第二個動畫系列（1992-1993）的製作。2010年，一個由納坦·朗和畢比·諾維爾什主演的改編音樂劇在百老匯首演，並獲得兩項托尼獎和八項戲劇台獎提名。該系列於2019年憑藉動畫電影《阿達一族》再次重啟，續集於2021年上映。2022年，Netflix推出了該家族成員星期三為主角的原創影集。
當前，阿達一族已成為美國流行文化的主要代表元素。並對美國漫畫、電影和電視等領域產生了深遠的影響，並被視為哥德次文化及其時尚的靈感來源。

## 預述
查爾斯·亞當斯最初毫無發展這些角色的意思，甚至連名字也沒有幫他們取，直到這整個概念被套入一個喜劇氛圍的情境系列後，才產生衍生的一系列內容，以下的內容來自各種發表的媒介：
由電視和電影衍生出來的這些角色，似乎这是一個閉鎖且獨立的虛構組織，但根據官方說法，世界各地還有其他的血親。根據電影的文本，這整個血族的格言是Sic gorgiamus allos subjectatos nunc（拉丁文："我們歡迎並招待彼等降服我等之徒"）。
阿達一族居住在一個墓園和沼澤的旁邊，一個鬼氣陰森的大宅第裡，亞當斯是受其紐澤西的家鄉影響而創作出這個居住地。一個充滿維多利亞式房屋與墓園的城鎮。
儘管他們一家有著恐怖的特質，但卻不是邪惡生物的同類。他們是一個精緻的獨立家庭，魔帝女是個純粹的母親，她跟高魔子彼此仍有著相戀時的熱情。她管他叫：Bubbeleto而他則回吻她的手踝。魔帝女還會說法語。這對父母相對於小孩而言很靠得住。而且會為平凡的小事情高興。這個家庭異常友善且好客，有時候還會對旅客出手相助，儘管他們總是不領情。

## 主要角色

### 命名
最初沒有任何一個角色擁有名字， 但是當電視影集（1964）進行發展之後，亞當斯就被要求去給這些角色起草名字。他建議給父親取名叫高魔子或雷脾氣（Repelli），給母親取名叫魔帝女，叔叔是肥斯特，管家是路奇，女兒是星期三（意思是「酸酸的」），然後給兒子叫普柏特（Pubert，隨後在電視台的強迫下改名成普斯里）。

### 家庭成員與傭人
家庭成員有哥梅茲、魔帝女、菲斯特叔叔、奶奶、星期三、帕斯利還有「他」（表親）家庭成員由管家路奇和小寵物「小手」照顧。路奇是個身高6英尺9英寸（2.05 米），步履蹣跚，說話遲鈍，性格陰鬱且長得像科學怪人的管家。小手是一隻有思考能力的手（有時生存在魔術箱裡），他跟哥梅茲是小時候就在一起的玩伴。

#### 高魔子
全名：「高魔子·阿隆索·阿達」（Gomez Alonzo Addams），阿達一族的一家之主，魔帝女的丈夫，以及星期三與帕斯利的父親。在最早的故事裡，哥梅茲是奶奶的兒子、菲斯特是大舅子，後來經過連續修改成為奶奶的女婿、菲斯特的弟弟，而原版的漫畫裡，高魔子個頭矮小粗壯、鼻子塌且下巴短。
1960年代的電視影集裡，高魔子被描寫成一個天真、迷人又成功的男性，為所做的任何事物，付出稚氣且偏執的熱情，生性平和卻又精通各種格鬥術，偶尔會與魔帝女比試鈍劍。
高魔子聲稱對魔蒂夏有著無盡的愛，他雖然攻讀成為律師，但極少執業，並曾經因為輸了一個案子而深感驕傲，他也以被法學同班選為「最不可能通過律師資格」而感欣喜。
高魔子被描寫為透過繼承和廣泛投資致富，卻似乎不太在意金錢，他也有投資股市，起居室裡擺放著一臺收報機為證，所參與的大部份都是虧損，要不然就是少數個案在無意中獲得了很大的報酬，例如在沼澤下發現了油田。曾有小說宣稱哥梅茲是因為他那殘忍的幽默感而致富，當他發現他可能真的會進入股市進行「殺戮」。在他恐怖的幽默感外，他也是非常慷慨的，會用他自己的方式來幫助那些他所認同的朋友。
高魔子出身自卡斯蒂利亞，喜歡抽雪茄，會破壞式地玩他的鐵道模型。在原作者查理斯為家族成員命名時，高魔子是家族裡唯一不殘忍的，作者曾被問及為何將此角色命名為「哥梅茲」，他回答說「想像中這個角色帶有西班牙人的血液」，卻又猶豫要取西班牙或意大利人的名字，作者決定如果是西班牙人就叫「哥梅茲」，意大利人則叫「雷皮利」（儘管實際上和都是姓氏），最後是交由演員約翰·阿斯廷選出（John Astin）。哥梅茲經常穿著造型復古的細條紋西裝和皮鞋。

#### 魔帝女
全名：「魔帝夏·阿達」（Morticia Addams），是阿達一族的女主人，她有一張蒼白的臉頰和陰森的黑色長髮，外表是冰山美人，但實際上對家族非常溫柔慈愛，是個好母親與好妻子。其老家世世代代都是魔女，不管死了多少次還是會復活。
她有一位姐姐叫奧菲莉雅（Ophelia），在電視劇版出場。

#### 帕斯利與星期三
高魔子與魔帝女有兩個小孩：帕斯利以及星期三。在電視劇裡，星期三是一名陰暗小女孩，跟她的寵物蜘蛛非常親近。她最喜愛的玩具是無頭娃娃瑪麗安東妮，而帕斯利的則是一座斷頭台。電影給了星期三更陰沉成熟的人格特質，在電影中她有著有一張顯現蒼白病容的臉龐，時刻都表現出要把她弟弟處死的模樣。

#### 費斯特叔叔和奶奶
費斯特叔叔是一個光頭怪人， 有著烏黑的大眼，肥胖的身軀。在原先的電視影集當中，費斯特是蒂絲的叔叔，因此技術上不是一個阿達一族的成員。然而，在電影裡，費斯特是哥梅茲的哥哥。費斯特是全家族最古怪的角色，也是最能發揮阿達一族精神的人物。
奶奶在電視影集裡原先被設定成是哥梅茲的親生母親。她當時的名字是優朵拉·阿達（Eudora Addams）而在兩部電影和卡通裡，她從哥梅茲的親生母親變成了岳母。喜好水晶占卜但不靈光。

#### 寵物
在喜劇的氛圍下，阿達一族的寵物有老鷹，蜘蛛還有蝙蝠，甚至還有鱷魚。
咪咪是這家人的獅子，許多時候牠會在大宅裡遊蕩，阿達一族認為牠就像一般的家貓一樣，也就如此馴養。普斯利的章魚名字是Aristotle，而星期三的蜘蛛收藏中，以一隻叫Homer是親近。巧合是，星期三的父親高魔子（Gomez）其名在拉丁美洲叫「Homero」（Homer）。還有一對鋸脂鯉叫Tristan及Isolde，還有一隻禿鷲Zelda。
Cleopatra是一種非洲絞殺植物，一株食人植物。魔帝女養著這株食人植物，食人植物吃的有用牦牛做成的肉球和其他各種生物的肉，在和高魔子結為夫妻之前，魔帝女就開始照顧這棵植物的種子。

## 改編作品
- 1991年電影：阿達一族 (1991年電影)
- 1993年電影：阿達一族2 (1993年電影)
- 2019年動畫電影：阿達一族 (2019年電影)
- 2021年動畫電影：阿達一族2 (2021年電影)
- 2022年電視影集：星期三 (电视剧)

## 外部連結
- Tee & Charles Addams Foundation （页面存档备份，存于）（英文）
- The Addams Family (1937)at Don Markstein's Toonopedia. Archive.today的存檔，存档日期2024-05-25 from the original on March 13, 2012.（英文）
- The Addams Family UK （页面存档备份，存于） (musical website)（英文）
- The Addams Family on TVLand.com（英文）
- 互联网电影数据库（IMDb）上《The New Addams Family》的资料（英文）
- 百老匯網路資料庫（IDBD）上《The Addams Family Musical》的资料（英文）